# Гизела Вуковић
Гизела Вуковић (Суботица, 5. септембар 1926 — Београд, 29. март 2015) била је српска глумица. Најпознатија је по улози тетка Лине из телевизијске серије Салаш у малом риту.
Била је удата за Звонка Богдана. У старости је живела у сиромаштву.

## Филмографија
|                   | 1960 ▼ | 1970 ▼ | 1980 ▼ | Укупно |
| ----------------- | ------ | ------ | ------ | ------ |
| Дугометражни филм | 13     | 13     | 1      | 27     |
| ТВ филм           | 1      | 5      | 1      | 7      |
| ТВ серија         | 0      | 7      | 1      | 8      |
| ТВ мини серија    | 0      | 2      | 1      | 3      |
| Укупно            | 14     | 27     | 4      | 45     |

| Год.     | Назив                               | Улога                            |
| -------- | ----------------------------------- | -------------------------------- |
| 1960-е ▲ |                                     |                                  |
| 1960.    | Партизанске приче                   |                                  |
| 1963.    | Радопоље                            | Ката                             |
| 1964.    | Изгубљени рај                       |                                  |
| 1965.    | Непријатељ                          |                                  |
| 1965.    | Горки део реке                      | Илијина сестра                   |
| 1965.    | Три                                 |                                  |
| 1966.    | Време љубави                        |                                  |
| 1966.    | Штићеник                            |                                  |
| 1967.    | Соледад                             |                                  |
| 1967.    | Буђење пацова                       | Марица, жена која ради у трафици |
| 1968.    | Сунце туђег неба                    | жена у црнини                    |
| 1968.    | Има љубави, нема љубави             |                                  |
| 1968.    | У раскораку                         | Дана Јездић                      |
| 1969.    | Заседа                              | Зора                             |
| 1970-е ▲ |                                     |                                  |
| 1970.    | Сирома сам ал’ сам бесан            |                                  |
| 1970.    | Лилика                              | Социјална радница                |
| 1971.    | Овчар                               | Османова мајка                   |
| 1971.    | Деветнаест дјевојака и један морнар | сељанка                          |
| 1971.    | Чудо                                |                                  |
| 1971.    | Бубашинтер                          | Милеса Гашић                     |
| 1971.    | Енеида                              | Бероја                           |
| 1972.    | Униформе (ТВ мини серија)           |                                  |
| 1972.    | Не газите мушкатле                  |                                  |
| 1972.    | Болани Дојчин (ТВ)                  |                                  |
| 1972.    | Звезде су очи ратника               |                                  |
| 1972.    | Грађани села Луга                   |                                  |
| 1972.    | Изданци из опаљеног грма            |                                  |
| 1973.    | Наше приредбе (ТВ серија)           |                                  |
| 1973.    | Партизани (ТВ серија)               |                                  |
| 1974.    | Партизани                           |                                  |
| 1975.    | Тестамент                           |                                  |
| 1975.    | Зимовање у Јакобсфелду              |                                  |
| 1975.    | Ђавоље мердевине                    |                                  |
| 1975.    | Песма (ТВ серија)                   |                                  |
| 1976.    | Доктор Младен                       | Даницина мајка                   |
| 1976.    | Салаш у Малом Риту                  | Тетка Лина                       |
| 1976.    | Последње наздравље                  | жена у цркви                     |
| 1976.    | Марија                              | Даничина мајка                   |
| 1976.    | Девојачки мост                      | сељанка у црнини                 |
| 1976.    | Салаш у Малом Риту (ТВ серија)      | Тетка Лина                       |
| 1978.    | Тигар                               |                                  |
| 1980-е ▲ |                                     |                                  |
| 1980.    | Дуд                                 | Манетова жена                    |
| 1981.    | Ерогена зона                        | Ружа                             |
| 1982.    | Приче преко пуне линије             |                                  |
| 1987.    | Lo scialo                           |                                  |

## Награде
На Фестивалу играног филма у Пули, 1968. освојила је Златну арену за најбољу споредну женску улогу, за улогу сељанке у филму У раскораку.